# Альбицький Олексій Андрійович
Олексій Андрійович Альбицький (13 (за іншими даними — 20) травня 1860, Кінешма Костромської губернії — 1 вересня 1920, Харків) — хімік, професор Харківського університету

## Життєпис
У 1878 р. закінчив Костромську гімназію, у 1882 р. природничий факультет Санкт-Петербурзького університету (навчався у О. Бутлерова та Д. Менделєєва).
З 1882 — вільний слухач Казанського університету.
У 1883 р. був призначений сверхштатним лаборантом по аналітичній хімії на медичному факультеті. З 1884 р. працював лаборантом при лабораторії технічної хімії, з 1885 р. -неорганічної хімії, а з 1889 -органічної хімії. З 1889 р в званні приват-доцента вів практичні заняття з кількісного хімічного аналізу і викладав якісний аналіз.
У 1898 р отримав ступінь магістра, захистив дисертацію «Про деякі перетвореннях олеїнової та інших близьких до неї кислот».
У 1902 р. отримав ступінь доктора хімії, став екстраординарним професором.
У 1903 р. переведений до Харківського університету. Працював екстраординарним професором, з 1905 — ординарним професором. Водночас з 1904 р. працював професором Харківського ветеринарного інституту.
Був організатором органічної та хімічної лабораторій Вищих жіночих курсів.

## Наукова діяльність
Сфера наукових інтересів — дослідження вуглеводнів олефінового ряду та їхніх похідних, стереоізометрія кислот цього ряду. Встановив можливість переходу жирних діоксикислот у ненасичені кислоти. Запропонував спосіб отримання ангідридів вищих жирних кислот.

## Обрані праці
- Исследование β-дипропилакриловой кислоты, получаемой из β-дипропилэтиленмолочной кислоты // Журн. Рус. физ.-хим. об-ва. 1883. Т. 15.
- О светопреломляющей способности углеводорода C12H20, получаемого из аллилдиметилкарбинола // Журн. Рус. физ.-хим. об-ва. 1883. Т. 15.
- О некоторых превращениях олеиновой и других близких к ней кислот. Казань, 1898.
- К вопросу о стереоизометрии в ряду непредельных одноосновных кислот. Казань, 1902.